# ديجوينا
ديجوينا (بالإنجليزية: Digawina)‏ شيطانة في الميثولوجيا الميلانيزية. تسرق الطعام بحشوه في فرجها الضخم جدا.